# Single Top 100
Single Top 100 é uma parada musical holandesa cuja contagem se baseia em vendas físicas, downloads digitais e streaming.